# Melvin Way
Pour les articles homonymes, voir Way.
Melvin Way, né le 3 janvier 1954 dans le comté de Ruffin en Caroline du Sud et mort le 4 février 2024 en Caroline du Sud, est un artiste américain d'art brut.

## Biographie
Melvin Way naît en Caroline du Sud en 1954. Il est confié à un parent de la famille et grandit à Brooklyn. Au lycée, les cours de sciences l’intéressent autant que la musique, il est chanteur dans un groupe et bassiste.
Par la suite, il commence des études au Technical Career Institute mais ne les poursuit pas en raison de problèmes psychiques. Il se retrouve finalement SDF sur l’île de Ward. Dans les années 1980, il se réfugie à l’Hospital Audiences, Inc. de New York où il commence à dessiner et rencontre l’artiste Andrew Castrucci. Intéressé par ses dessins, Castrucci les expose.

## Œuvre
Ses œuvres sont de très petit format : Melvin Way recouvre des morceaux de papier de formules chimiques ou mathématiques et de figures géométriques. Finir un dessin peut lui prendre plusieurs mois : il le commence, puis le garde dans sa poche ou entre les pages d’un livre et retravaille dessus bien plus tard.
Son œuvre est énigmatique. Jerry Saltz qualifie Melvin Way de « génie mystique et visionnaire ».

## Collections
- Collection abcd, Montreuil
- Collection de l'art brut, Lausanne
- The Museum of Everything, Londres
- AVAM, American Visionary Art Museum, Baltimore
- Collection Antoine de Galbert, Paris
- Collection Treger Saint Sylvestre, Porto

#### Catalogues d'exposition
- Melvin Way, a vortex symphony, Christian Berst art brut éd., Paris, 2016.
- Art brut live, DOX Centre for contemporary art, Prague, du 27 mars au 17 aout 2015.
- Melvin Way, gaga city, Christian Berst art brut, New York, du 7 juin au 19 juillet 2015.
- Art brut collection abcd/Bruno Decharme, Paris, La Maison rouge, du 17 octobre 2014 au 18 janvier 2015, éditions Fage, Lyon, 2014.
- Le Mur, œuvres de la collection Antoine de Galbert, Paris, La Maison rouge, du 14 juin au 21 septembre 2014, textes d'Antoine de Galbert, Anael Pigeat, Sophie Delpeux.
- Everything # 4, Londres, The Museum of Everything, du 2 septembre au 25 octobre 2011.
- Rentrée hors-les-normes, découvertes & nouvelles acquisitions 2011, Paris, galerie Christian Berst, 2011, du 10 au 28 septembre 2011.